# ستيفاني أميل
ستيفاني أميّل (بالإنجليزية: Stephanie Amiel)‏ هي عالمة بريطانية، ولدت في 17 أكتوبر 1954 في Farnborough, London ‏ في المملكة المتحدة.